# Chanystis
Chanystis é um gênero de traça pertencente à família Agonoxenidae.